# ERC starting grant
Een ERC starting grant is een Europese subsidie bestemd voor veelbelovende wetenschappelijk talenteerde gepromoveerde onderzoekers met 2 tot 7 jaar onderzoekservaring die een uitstekend onderzoeksvoorstel hebben. Het voorgestelde onderzoek kan betrekking hebben op elk onderzoeksgebied. Startsubsidies kunnen worden toegekend tot € 1,5 miljoen voor een periode van 5 jaar. De regeling wordt uitgevoerd door de Europese onderzoeksraad (European Reseach Council).